# Traducció tècnica
La traducció tècnica és la traducció d'escrits tècnics (manuals de propietari, guies d'usuaris, etc.) o específicament, textos que contenen una alta quantitat de terminologia, com a paraules o frases que són virtualment utilitzades dins d'una professió específica, o que descriuen aquesta professió amb molts detalls. La traducció tècnica cobreix la traducció de moltes classes de textos especialitzats que requereixen un alt nivell de destresa i coneixement per part de la persona de la terminologia tractada.
La importància d'una terminologia consistent en la traducció tècnica, així com la naturalesa repetitiva i altament formulativa d'escrits tècnics fan que la traducció assistida per computadora utilitzant memòries de traducció i base de dades de termes siguin especialment apropiats. En el llibre Traducció Tècnica, Jody Byrnes argumenta que la traducció tècnica està molt relacionada a la comunicació tècnica i que pot beneficiar-se dels estudis en aquesta i altres àrees com la psicologia cognitiva.